# Bobrek (Petite-Pologne)
Pour les articles homonymes, voir Bobrek.
Bobrek (prononciation : [ˈbɔbrɛk]) est une localité polonaise de la gmina de Chełmek, située dans le powiat d'Oświęcim en voïvodie de Petite-Pologne.